# Jino

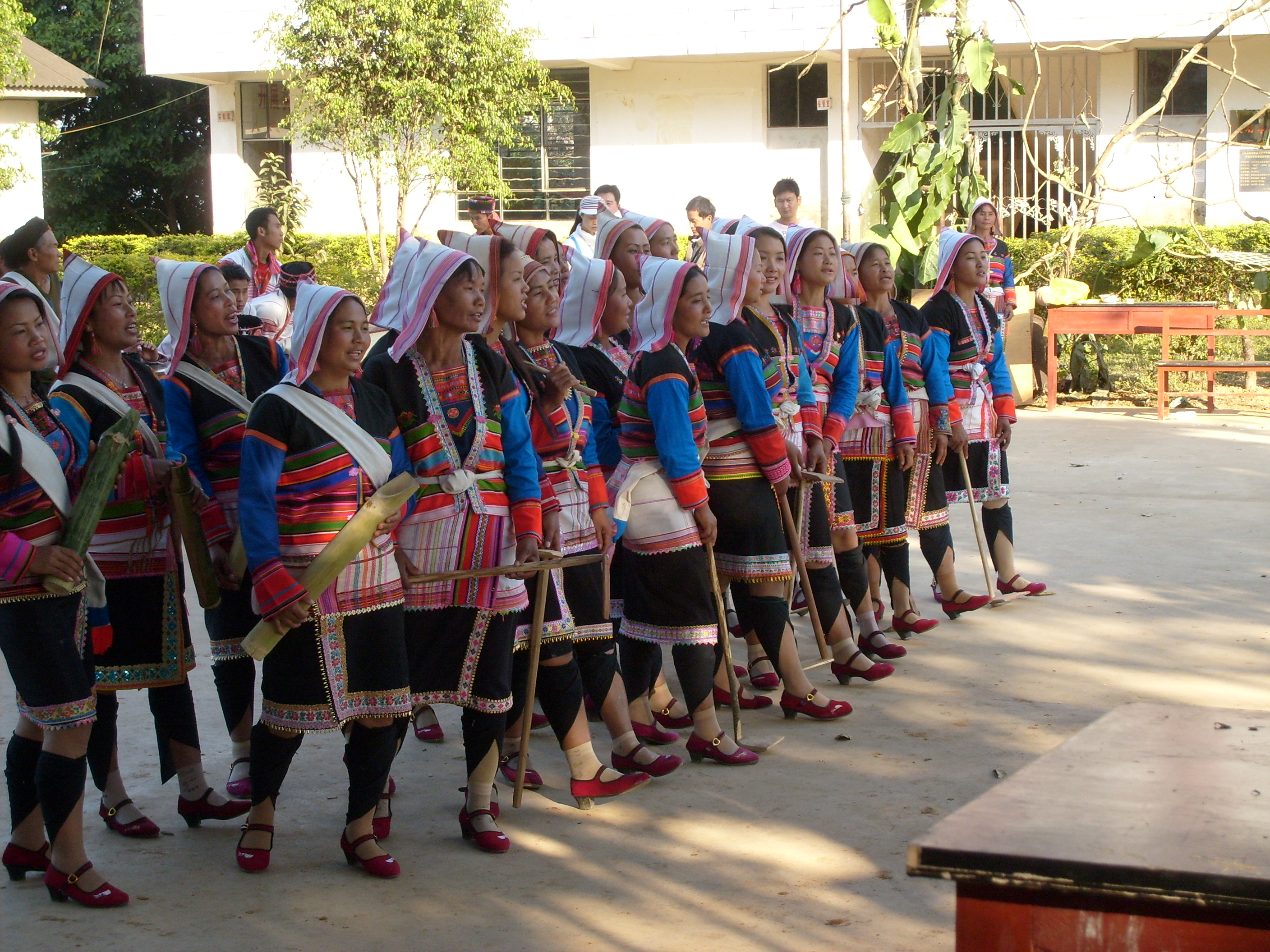
Préparation d'un festival, village de Baka, près de Menglun.

Les Jino (également écrit Jinuo) (Chinois :  Jinuòzú) sont un groupe ethnique, avec une population d'un peu plus de 20 000 individus. Ils constituent l'un des 56 groupes ethniques officiellement identifiés par la république populaire de Chine. Ils habitent dans le district de Jinghong de la préfecture autonome dai de Xishuangbanna, dans la province du Yunnan.